# Mark Watson (Wirtschaftswissenschaftler)
Mark Wayne Watson (* 1952) ist ein US-amerikanischer Wirtschaftswissenschaftler und Hochschullehrer.

## Werdegang, Forschung und Lehre
Watson schloss 1976 sein Studium der Wirtschaftswissenschaften an der California State University als Bachelor of Arts ab, vier Jahre später graduierte er als Ph.D. an der University of California, San Diego. Anschließend ging er an die Harvard University, wo er zunächst als Assistant Professor und ab 1984 als Associate Professor tätig war. Zwei Jahre später ging er an die Northwestern University, wo er 1989 zum ordentlichen Professor berufen wurde. 1995 folgte er einem Ruf der Princeton University, dort besetzte er ab 2006 den Howard-Harrison-und-Gabrielle-Snyder-Beck-Lehrstuhl.
Watsons Arbeitsschwerpunkt liegt auf der Analyse ökonomischer Zeitreihen, dabei setzt er die Arbeit seines mit dem „Wirtschafts-Nobelpreis“ ausgezeichneten Doktorvaters Robert F. Engle fort. Insbesondere machte er sich mit verschiedenen Anwendungen des Kalman-Filters in der Ökonometrie, vor allem auf stochastische Zustandsprozesse zur makroökonomischen Analyse, einen Namen.
Seit 1993 ist Watson Fellow der Econometric Society, zudem ist er seit 2005 Fellow der American Academy of Arts and Sciences sowie seit 2017 Fellow des International Institute of Forecasters. Seit den 1980er Jahren war er Mitherausgeber verschiedener Periodika, darunter das Journal of Applied Econometrics sowie von The Review of Economics and Statistics.